# Список министров внутригерманских отношений
Министры по внутригерманским отношениям (нем. Minister für innerdeutsche Beziehungen) занимались в период существования двух германских государств общегерманскими вопросами. В соответствии с доктриной Хальштейна Западная Германия не рассматривала Восточную Германию как отдельное государство и не желала строить взаимоотношения с ГДР через министерство иностранных дел. Для этих отношений в 1949 году было создано особое учреждение. До октября 1969 года ведомство называлось «Министерство по общегерманским вопросам», затем — «Министерство внутригерманских отношений». После объединения Германии в 1990 году Министерство внутригерманских отношений формально просуществовало до 1991 года, передав свои полномочия министерству внутренних дел.

## Министры внутригерманских отношений Федеративной Республики Германии, 1949—1991

Герб ФРГ

| Имя                   | Дата вступления в должность | Дата снятия с должности | Партия |
| --------------------- | --------------------------- | ----------------------- | ------ |
| Якоб Кайзер           | 1949                        | 1957                    | ХДС    |
| Эрнст Леммер          | 1957                        | 1962                    | ХДС    |
| Райнер Барцель        | 1962                        | 1963                    | ХДС    |
| Эрих Менде            | 1963                        | 1966                    | СвДП   |
| Йоханн Баптист Градль | 1966                        | 1966                    | ХДС    |
| Герберт Венер         | 1966                        | 1969                    | СДПГ   |
| Эгон Франке           | 1969                        | 1982                    | СДПГ   |
| Райнер Барцель        | 1982                        | 1983                    | ХДС    |
| Генрих Винделен       | 1983                        | 1987                    | ХДС    |
| Доротея Вильмс        | 1987                        | 2 октября 1990          | ХДС    |
| Доротея Вильмс        | 3 октября 1990              | 1991                    | ХДС    |